# Frank McGlynn senior

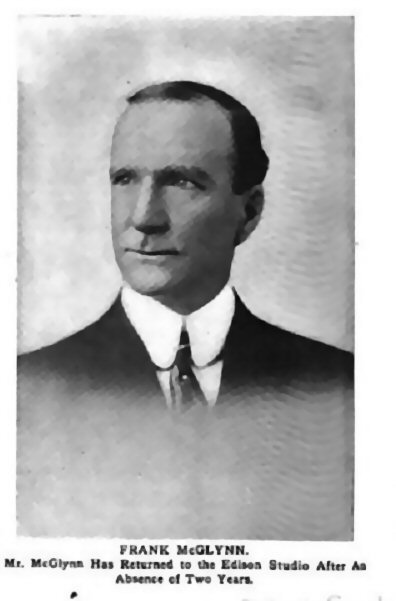
Frank McGlynn Sr. (um 1913)

Frank McGlynn senior (* 26. Oktober 1866 in San Francisco, Kalifornien; † 18. Mai 1951 in Newburgh, New York) war ein US-amerikanischer Schauspieler.

## Leben und Karriere
Frank McGlynn wurde als ältestes von vier Kindern eines Zimmermannes geboren. Seine Vorfahren kamen aus Irland. Zunächst machte er seinen Abschluss an der University of California und arbeitete er als Anwalt ab dem Jahre 1894. Doch schon bald darauf entschied sich McGlynn, als Schauspieler zu arbeiten und zog mit Theatergruppen durch ganz Amerika. 1911 gab er sein Filmdebüt im Stummfilm Nell's Last Deal und spielte in den nächsten Jahrzehnten bis 1947 in insgesamt fast 140 Filmen. Frank McGlynn hatte mit seiner großen, hageren Gestalt eine auffallende Ähnlichkeit zum US-Präsidenten Abraham Lincoln, den er beim Theater unter anderem 1919 in John Drinkwaters Stück Abraham Lincoln spielte. Das Stück hatte fast 200 Aufführungen in zwei Jahren. Ebenfalls verkörperte er Abraham Lincoln in zehn Filmen und einmal einen Schauspieler, der Lincoln spielt.
In den 1920er-Jahren arbeitete McGlynn hauptsächlich am Broadway in acht Stücken. 1924 spielte er die Hauptrolle im Stummfilm Abraham Lincoln von James Searle Dawley, basierend auf Drinkwaters Stück. Mit der Einführung des Tonfilmes spielte er regelmäßig in Hollywood, wo er meistens Nebenrollen bekleidete. Neben Auftritten als Abraham Lincoln verkörperte er besonders häufig ehrenvolle Figuren wie Pfarrer oder Richter. Häufiger spielte McGlynn in kleineren Western. In den 1940er-Jahren zog er sich zunehmend aus dem Schauspielgeschäft zurück.
Frank McGlynn Sr. verstarb 1951 im Alter von 84 Jahren im Haus seiner Tochter. Er hatte mit seiner Frau Rose, die vor ihm verstarb, fünf Kinder. Sein Sohn Frank McGlynn Jr. (1904–1939) arbeitete ebenfalls als Schauspieler in 40 Filmen zwischen 1924 und 1938. Er wurde auf dem Forest Lawn Memorial Park in Glendale, Kalifornien begraben.

## Filmografie (Auswahl)
- 1911: Nell’s Last Deal
- 1913: Who Will Marry Mary?
- 1915: The Girl of the Gypsy Camp
- 1915: Vanity Fair
- 1917: The Poor Little Rich Girl
- 1924: America
- 1924: Abraham Lincoln
- 1930: Die fremde Mutter (Min and Bill)
- 1931: Huckleberry Finn
- 1931: The Secret Six
- 1932: Wer hat hier recht? (Lady and Gent)
- 1933: Employees’ Entrance Szenen geschnitten
- 1933: Charlie Chan’s Greatest Case
- 1934: Die Glückspuppe (Little Miss Marker)
- 1934: Die Schöne der neunziger Jahre (Belle of the Nineties)
- 1934: Zirkus Barnum (The Mighty Barnum)
- 1935: Unter Piratenflagge (Captain Blood)
- 1935: Goin’ to Town
- 1935: Folies Bergère de Paris
- 1935: Der kleinste Rebell (The Littlest Rebel)
- 1936: Der Held der Prärie (The Plainsman)
- 1936: Infame Lügen (These Three)
- 1936: Der Gefangene der Haifischinsel (The Prisoner of Shark Island)
- 1936: Kampf in den Bergen (The Trail of the Lonesome Pine)
- 1936: Der Letzte der Mohikaner (The Last of the Mohicans)
- 1936: Hearts in Bondage
- 1937: Frisco-Express (Wells Fargo)
- 1937: Saratoga
- 1937: The Great Barrier
- 1938: Toms Abenteuer (The Adventures of Tom Sawyer)
- 1938: Im goldenen Westen (The Girl of the Golden West)
- 1939: Ruhelose Liebe (Love Affair)
- 1939: Second Fiddle
- 1939: Lincoln in the White House
- 1939: The Mad Empress
- 1940: Der Draufgänger (Boom Town)
- 1941/45: I Was a Criminal
- 1942: Der Draufgänger von Boston (In Old California)
- 1944: Rogues Gallery
- 1947: Die Todesreiter von Kansas (Trail Street)
- 1947: Hollywood Barn Dance